# Il suo nome gridava vendetta
Il suo nome gridava vendetta è un film del 1968, diretto da Mario Caiano.

## Trama
Davy Flanagan, reduce dalla Guerra di Secessione si ricorda di essere stato colpito al capo e di essere fuggito all'ospedale, per poi essere catturato da un cacciatore di taglie per essere consegnato alla giustizia a Dixon. Ma Davy riesce a scappare e ritorna a fare uso di armi e si reca a Dixon per far luce sul suo passato.